# Château du Taureau
Pour les articles homonymes, voir Taureau (homonymie).
Le château du Taureau est situé sur la commune de Plouezoc'h, en baie de Morlaix dans le Finistère. C'est un fort construit, entre 1690 et 1745, sur un îlot rocheux en pleine mer. Peu importe le coefficient de marée, il n'est jamais accessible à pied. Il est ouvert au public depuis juin 2006 et accueille chaque année plus de 20 000 visiteurs. Il est classé monument historique par arrêté du 29 juillet 1914.

## Histoire

Vue d'ensemble de la baie de Morlaix.

### Attaque anglaise de 1522
En 1520, à la suite de l'échec de la rencontre du camp du Drap d'Or, les relations entre les royaumes de France et d'Angleterre se dégradent et débouchent sur un rapprochement de cette dernière avec l'Espagne de Charles Quint. Ainsi, en 1522, une flotte anglaise attaque Cherbourg puis se dirige vers Morlaix où elle arrive début juillet. Le jour de l'attaque est choisi en fonction de la foire de Guingamp. Ainsi, tous les notables et surtout les soldats sont absents, laissant la ville sans défense. Une flotte de soixante navires s'approche de la côte et débarque plusieurs centaines d'hommes déguisés en marchands pour ne pas éveiller la curiosité. La nuit venue, ils se dirigent vers la ville où ils ne rencontrent aucune résistance. Dans le même temps, les navires remontent la rivière afin de débarquer directement des hommes dans la ville. Toutefois, ils sont bloqués par des arbres abattus dans le lit de la rivière. Ayant pris la ville, les Anglais se livrent au pillage, incendient les maisons et massacrent les habitants qui n'ont pu fuir. Le lendemain, prévenus par les habitants en fuite, les soldats de Guy XVI de Laval arrivent sur les lieux afin d'en chasser l'ennemi. Ce dernier, ayant découvert des victuailles et de nombreux fûts de vins, avait fêté la victoire toute la nuit et dormait, la plupart des soldats étant enivrés. Les Français massacrent tous les Anglais qu'ils trouvent, ces derniers offrant peu de résistance du fait des libations de la nuit précédente.

## Construction

### Le premier fort

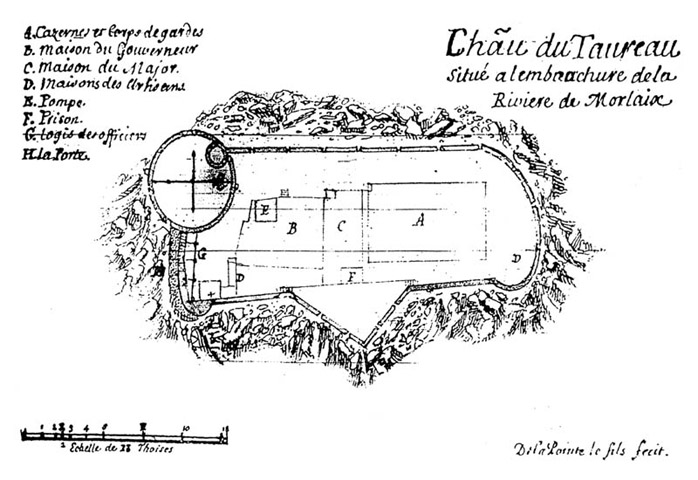
Le premier château.

À la suite de cet évènement, il est décidé de construire un fort en baie de Morlaix. Toutefois, pour construire ce type de bâtiment sur la côte, il faut une autorisation du roi accordée par François Ier sur intervention du duc d'Étampes en 1542. Mais aucun financement royal n'est prévu. Le fort doit être construit sur les deniers des Morlaisiens qui seront remboursés plus tard, lorsque les finances du royaume le permettront. À titre de compensation, le Roi leur octroie le privilège de nommer le gouverneur du fort ainsi que sa garnison tout en assurant son équipement et son traitement. Ce privilège se révèle fort coûteux, ainsi, en 1620, le budget alloué à la gestion du fort est de 18 000 livres.
Le choix de l'emplacement se porte sur un îlot rocheux, dépendant du village de Plouezoc'h, nommé « Taureau » qui contrôle l'accès à la ville et oblige les navires à emprunter la seule passe possible, à l'ouest, à portée de canon.
Les bourgeois de la ville entreprennent la construction de la forteresse. Elle se compose d'une tour d'artillerie - la Tour Française peut être due à l'architecte de la Renaissance Philibert Delorme, et de canonnières situées au ras de l'eau et d'une enceinte haute de 6,5 mètres.
En 1544 est nommé son premier commandant, Jean de Kermellec qui dispose d'une garnison forte de vingt-trois soldats, un trompette, un canonnier ainsi qu'un aumônier ; à partir de 1564 les Morlaisiens prirent l'habitude de nommer gouverneur pour un an le syndic de la ville sortant de charge : par exemple en 1576, Maurice Balavenne est nommé gouverneur du château du Taureau.  Pendant les guerres de religion, en 1590, le rocher de Primel fut fortifié par Guillaume du Plessis, seigneur de Kerangoff (gouverneur de 1594 à 1604), qui possédait aussi le château du Taureau, ce qui lui permettait de bloquer à son profit la rade de Morlaix et de rançonner ou piller les bateaux, amis comme ennemis. Cependant, ce premier fort avait été construit dans la précipitation et les assauts répétés de la mer détruisent la Tour Française en 1609. Cette dernière est reconstruite en 1614.
Dans son projet du 6 avril 1689, Vauban décrit le fort primitif comme « extraordinairement petit, bas, peu contenant, et très mal assorti ». La découverte d'un soubassement de colonne en granit et du dallage en schiste du logement du gouverneur lors d'un sondage archéologique entrepris en 2001 pendant les travaux de restauration a permis de déterminer le niveau de la cour du fort primitif à environ cinquante centimètres de profondeur.

### Le nouveau fort

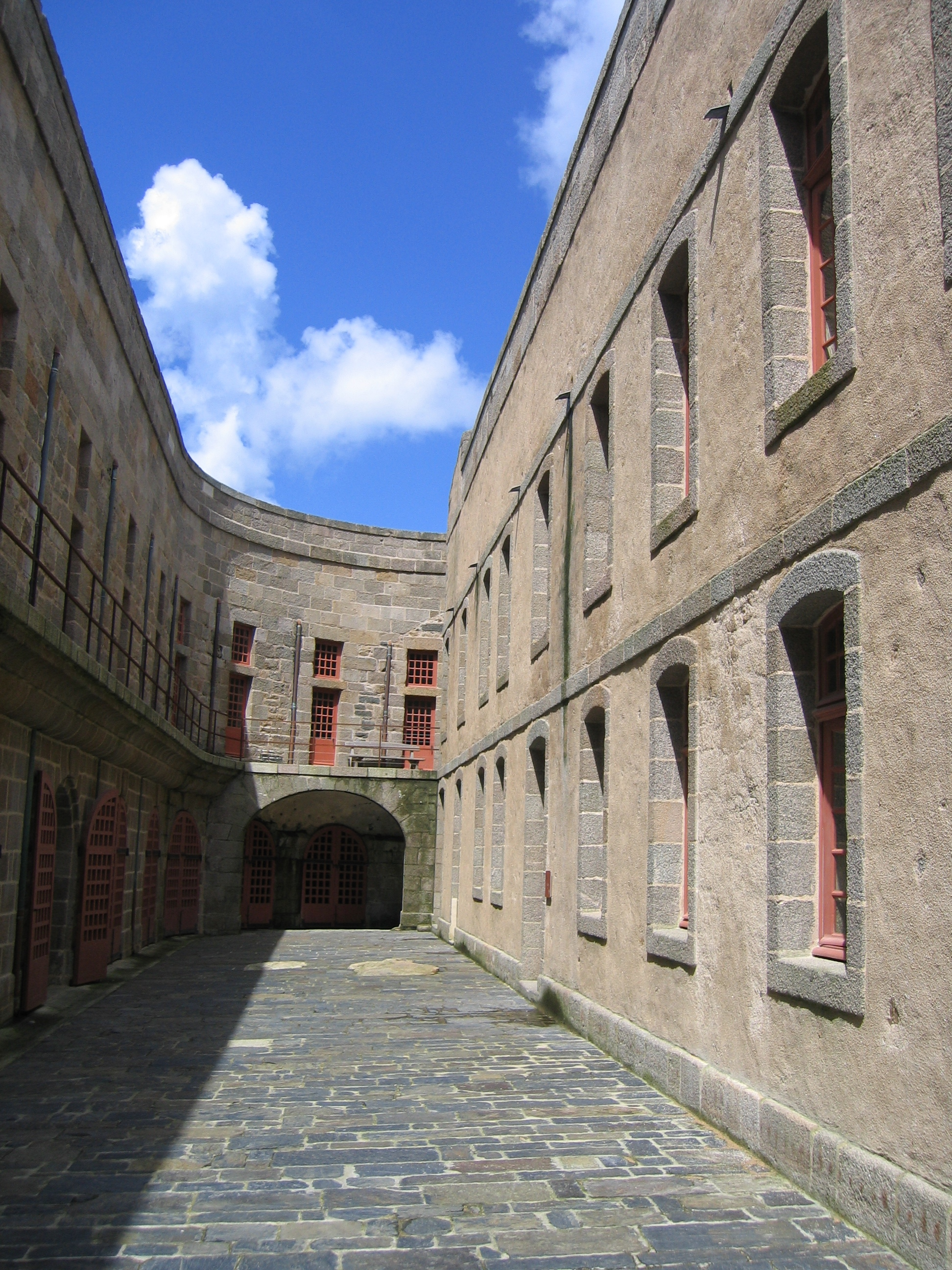
La cour intérieure.

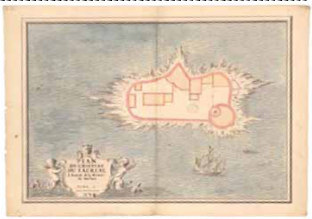
Levée du château du Taureau en vue de modifications (1689) par Vauban.

Le 22 février 1661 la ville de Morlaix est informée que le roi Louis XIV, en raison du mauvais état des finances de la ville et de la négligence des officiers du Taureau dans la répression de la contrebande, reprend le fort aux Morlaisiens et l'intègre dans le système de défense du royaume.
Vauban, ingénieur-architecte visite le château en avril 1689 et le trouve en fort mauvais état. Dans un rapport daté du 6 avril 1689, Vauban fait une description du fort primitif avant de donner son projet pour la reconstruction ; c'est ce projet général et ces idées qui seront utilisés jusqu'à l'achèvement du château en 1745. « Faire tout de pierre de taille. Choisir ces pierres des meilleures de l'Isle Calot qui tiennent bien leur arête, les tailler très proprement sur les faces » ordonne Vauban en 1689. La tour Française, même si elle est en bon état au niveau de sa maçonnerie, fait l'objet des bons soins de l'ingénieur. La tour d'artillerie devant assurer la défense du fort pendant sa reconstruction. Vauban propose de changer les deux planchers et leurs corbeaux de pierres de taille pour les ancrer dans le vieux mur, de réparer toutes les embrasures de la tour et de les doter de sabords.
Du reste de l'édifice, il veut construire un nouveau fort de « bonne et solide maçonnerie à chaux et sable ». Son profil « doit être fort et robuste, tant à raison des coups de mer dont il sera terriblement battu que de la grande hauteur qu'il est nécessaire de lui donner tant pour le rendre inaccessible aux entreprises de basse mer, que pour lui donner fleuron supérieur à celle de tous les vaisseaux qui passeront près ». La tour Française dominera l'ensemble du nouveau fort. Les quatre casemates à canons de l'ancien fort seront « déménagées », une nouvelle batterie basse voûtée de « pierres ardoisines » remplacera l'ancienne. Les basses embrasures sont destinées, selon les propres termes de Vauban, « contre le dehors à tenir du mousquet ».
Les travaux du nouveau fort du Taureau approuvés par Vauban commencent au printemps 1689. 

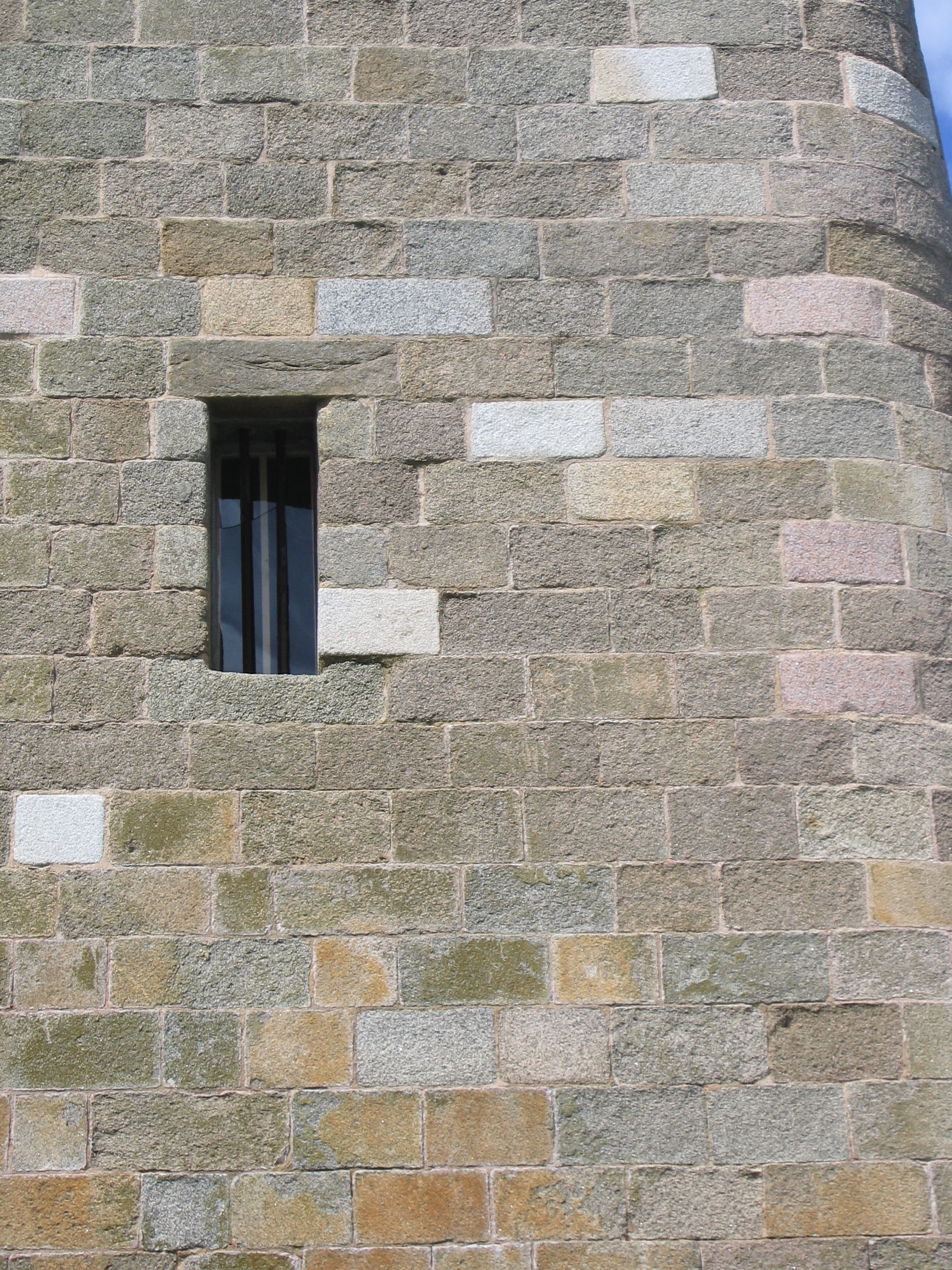
Les pierres ayant servi à la construction sont de diverses provenances, ce qui explique les coloris différents.

1. 1690-1692 : reconstruction du front Sud (pont-levis et môle ; porte d'entrée, corps de garde et chapelle), construction du front Nord (les trois casemates à canon orientées vers le nord-ouest et magasin à poudre au premier étage) et fondations de la partie Ouest (du front nord à la tour Française). Le chantier progresse assez vite ; il est vrai que les carrières sont nombreuses dans la baie de Morlaix et que le transport de la matière première est facilité par la voie maritime. Paradoxalement, il est plus facile de construire un château en pleine mer que sur la terre ferme où les matériaux sont très difficilement acheminés, compte tenu de l'état des routes et des chemins. Le fort du Taureau est ce qu'on appelle un ouvrage polylithique[11]. De nombreux îlots et îles de la baie de Morlaix tous proches du chantier comme l'île Callot (granite rose-rougeâtre), l'île de Batz (granite gris), le Jardin du Roi (granite ocre) (aujourd'hui, île Louët) ou encore Roc'h Gored… ont fourni la matière première à la reconstruction. Ce sont les pierres situées au niveau de la mer, les « boules de granite », qui sont extraites en premier et acheminées par des chalands[12].

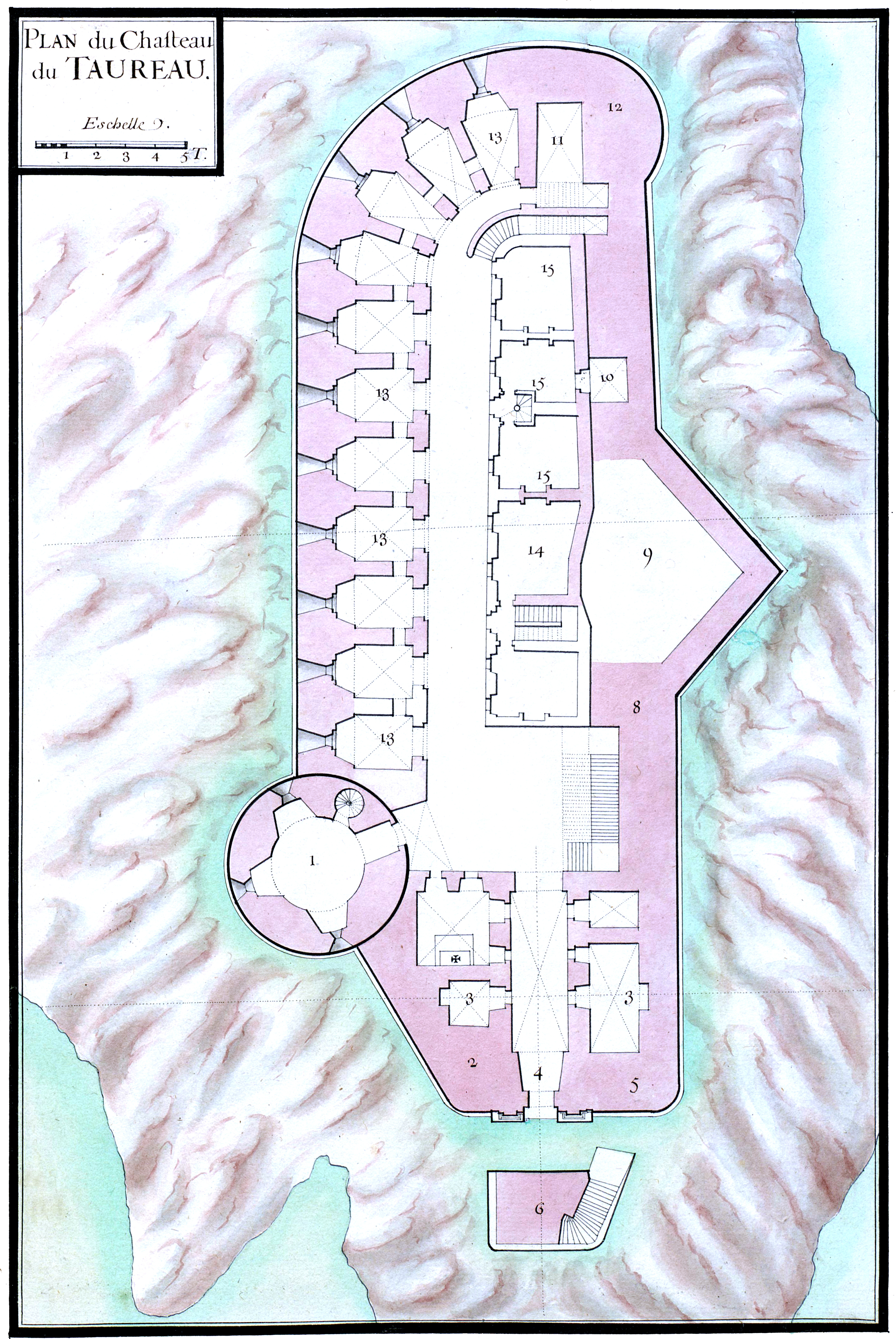
Plan du fort, issu du Recueil des plans des places du Royaume, divisées en provinces, faits en l'an 1693.

1. 1692-1699 : travaux sur la partie ouest, l'enceinte s'élève jusqu'au niveau des deux tiers de la hauteur du premier étage (huit casemates à canon orientées vers l'ouest). La plate-forme couvrant le front nord est achevée. Une coursive permet d'accéder aux casernes du premier étage[12].
2. 1702 : achèvement de la jonction ouest (les casernes au premier étage et la plate-forme sont achevées ainsi que le parapet percé de neuf embrasures). Le fort est extérieurement assez proche de son aspect actuel, exception faite de l'enceinte à l'est, plus basse, qui est celle du fort primitif. Suivant les conseils de Vauban, Siméon Garangeau veut élargir l'enceinte[12].
3. 1702-1740 : le fort reste inachevé. Le fort qui n'est pas encore achevé - la dernière phase des travaux commence en 1741 et s'achève en 1745, ne connaît que peu de gros changements architecturaux mais des aménagements ont continuellement lieu. La plate-forme de pierre de taille de la tour Française est démolie et rétablie. Un cordon est ajouté à la tour avec un parapet en pierre de taille de Callot au sommet coupé de quatre embrasures. Une nouvelle guérite à cinq pans avec son cul de lampe et sa calotte vient remplacer l'ancienne carrée. Jusqu'en 1741, date du début de la dernière phase de reconstruction du fort, la cour est encombrée par des petites bâtisses sans valeur mais pourtant essentielles pour la vie de la garnison[13].
4. 1741-1745  : l'achèvement du fort par Amédée François Frézier. Les travaux débutent dès le 10 mai 1741 après leur adjudication. La première phase de travaux concerne l'achèvement de l'enceinte du côté est, c'est-à-dire entre le magasin à poudre et le grand escalier anciennement construit pour accéder à la plate-forme au-dessus de la porte d'entrée. Avant d'élever la nouvelle enceinte à l'est, les ouvriers ont commencé par détruire le parapet provisoire et la première assise. Ils ont ensuite effectué des sondages pour situer le rocher de l'îlot. Ils ont repiqué entièrement la pierre de taille du parement des deux faces du redan, et refait les anciens joints. Deux embrasures sont aménagées dans les deux faces du redan, « lesquelles serviront en même temps de fenêtre à la chambre qu'on doit y faire au niveau du premier étage du rez-de-chaussée de la partie intérieure du nouveau bâtiment régnant sur la cour du château ». Parallèlement aux travaux de l'enceinte à l'est, il va y avoir « des augmentations dans l'ancien bâtiment » de la partie sud en 1741. Cette « augmentation » est intéressante pour l'ingénieur Frézier dans la mesure où elle permet de gagner de la place rapidement et pour un coût peu élevé. Les travaux d'achèvement du fort du Taureau ont pour but de restructurer et rationaliser les espaces réservés aux officiers et à la garnison. Nous l'avons vu précédemment, la cour, jusqu’en 1741, est occupée par de petites constructions dispersées et très peu fonctionnelles. La pénurie de logements est telle que des chambres sont créées dans les combles des bâtisses, la citerne est indigne d'une place-forte et surtout, les bâtisses engouffrent chaque année une somme considérable en entretien ; il était devenu nécessaire de les raser et de construire un grand bâtiment à leur place. La construction du nouveau bâtiment démarre en 1742. Les murs du bâtiment s'appuient sur l'enceinte achevée l'année précédente. Pour construire le nouveau bâtiment, les bâtisses de la cour sont détruites, mais tout ce qui peut resservir est récupéré, mis en magasin et gardé précieusement, « pierres de taille, boutisses, carreaux, tours des fenêtres, portes, marches d'escalier, ferrures, plomberies, vitreries, menuiseries des portes et fenêtres, lambris, charpente ». La façade du nouveau bâtiment se trouve en saillie par rapport au mur d'enceinte et « déborde » sur la cour. Comme l'avait prévu Vauban en 1697, la construction de ce bâtiment accentue encore l'étroitesse de la cour et de la place d'armes. D'après une note sur le plan Frézier de 1742, la terrasse du nouveau bâtiment est achevée en 1745[14].

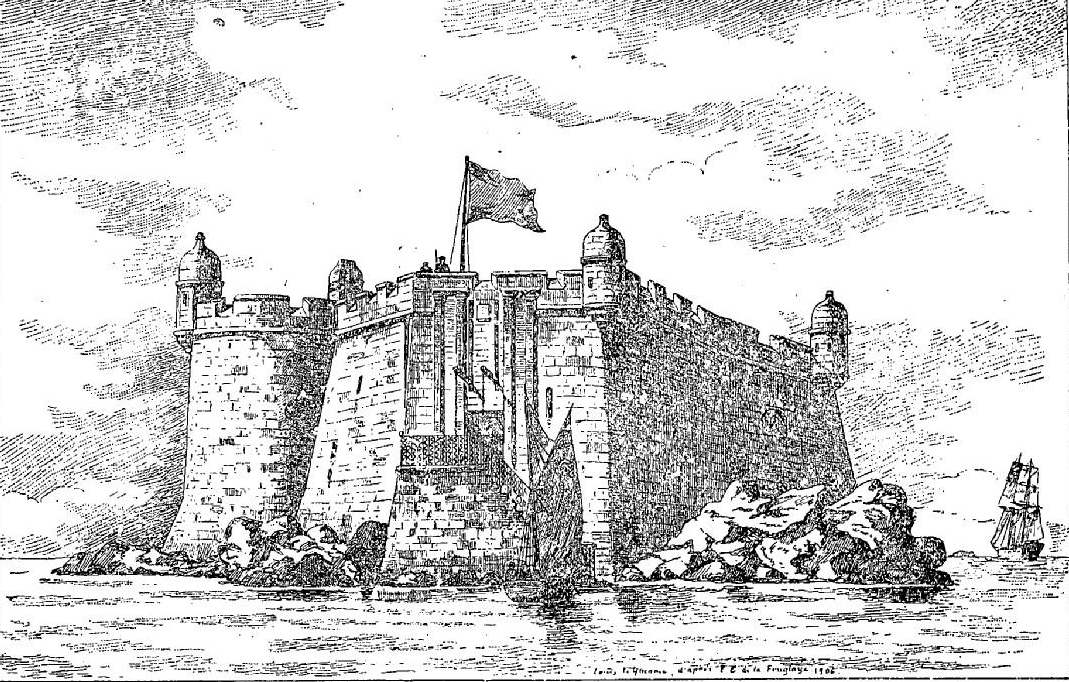
Le château du Taureau d'après un lavis de M. de La Fruglaye datant de 1787 (dessin de Louis Le Guennec).

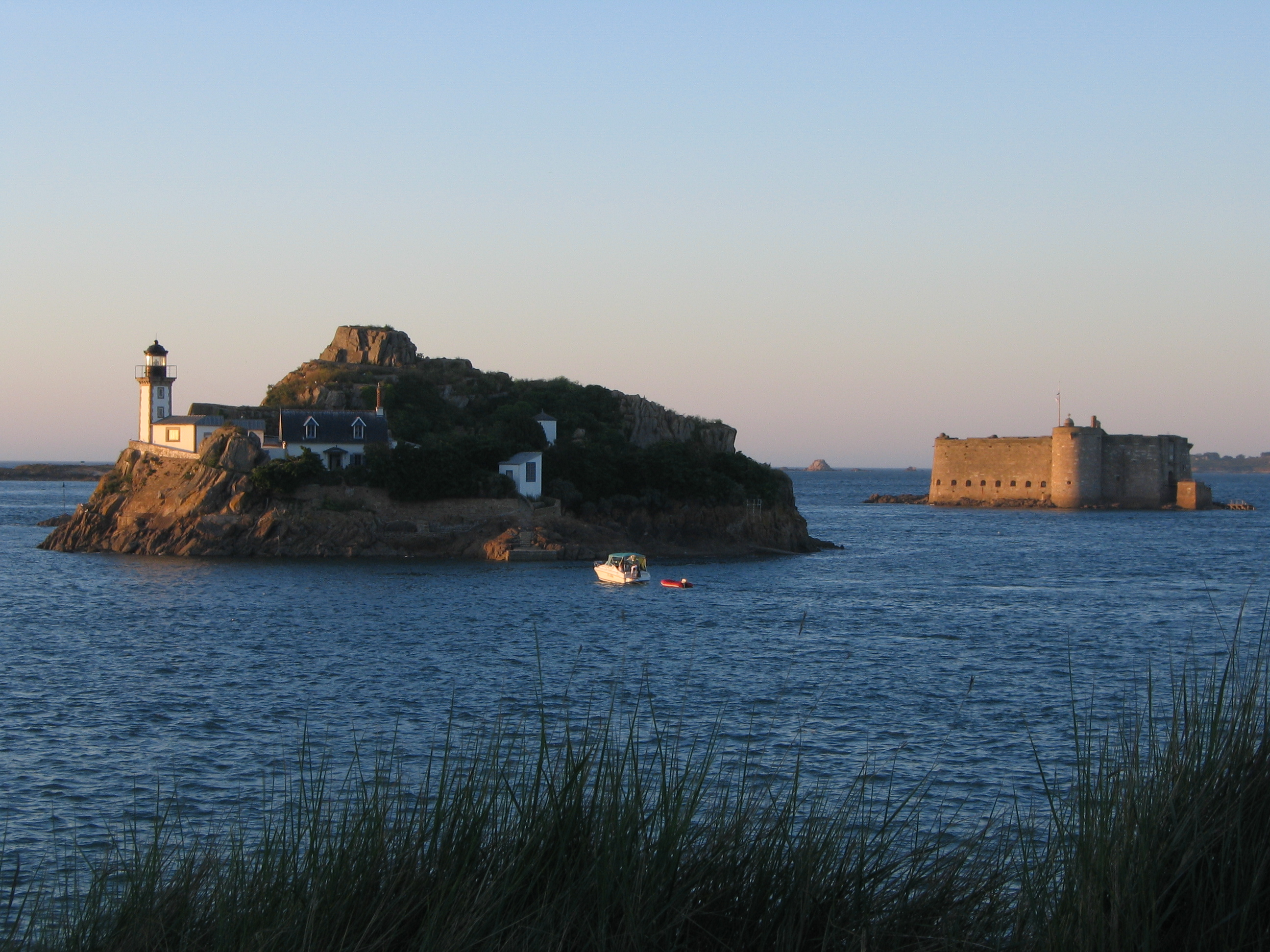
L'île Louët et le château du Taureau vus de la pointe de Penn-al-Lann à Carantec.

Ce sont les ingénieurs Garangeau et Frézier qui mènent la reconstruction à son terme.
Garangeau meurt en 1741 à l'âge de quatre-vingt-quatorze ans, avant d'avoir pu terminer le château du Taureau – la dernière phase des travaux commence en 1741 et s'achève en 1745. La réalisation des plans d'achèvement du fort est donc confiée à Frézier, ingénieur architecte du Roi qui collabore déjà, depuis 1717, au chantier. Le château fut totalement achevé en 1745. Si économie et fonctionnalité semblèrent toujours guider l'évolution des travaux, en réalité il y eut toujours décalage entre les divers besoins et les possibilités réelles de l'édifice : le fort est jugé trop exigu ! 
Forteresse, garnison, octroi, cet édifice fut aussi une bastille à partir de 1720 tout en restant un bâtiment de défense côtière, où étaient emprisonnés des gentilshommes bretons à la demande de leur propre famille. Au XVIIIe siècle, un certain Tapin de Cuillé, écrivain fourbe et menteur, y passera 20 ans, sur simple lettre de cachet. En raison de sa structure, seul un maximum de 10 prisonniers pouvaient y être enfermés. La Chalotais y fut enfermé en 1765, et les députés crêtois (Duquesnoy, Romme, Goujon, Soubrany et Bourbotte) en 1795.
En 1902, Prosper Hémon publie une brochure sur Sébastien du Trévou, un lieutenant de vaisseau, commandant de la corvette Le Papillon en 1787 et 1788. Les démêlés du comte du Trévou avec son équipage le firent enfermer au château de Taureau d’où il voulut s’évader. Son corps fut retrouvé fracassé sur les rochers de Plougasnou,.
Les derniers députés crêtois (montagnards) y sont enfermés en 1795.
Pendant trois siècles, le château du Taureau est un acteur de l'histoire de Bretagne et de France à l'instar du château d'If (rade de Marseille), de Saint-Malo, la cité-corsaire et de l'arsenal de Brest.

### LeXIXesiècle
Le fort du Taureau continue à l'occasion à servir de prison : des communards, tel Louis Auguste Blanqui, y sont relégués. Il est enfermé au fort du Taureau le 17 mars 1871 à la veille du début de la Commune. Blanqui occupe une pièce voûtée appelée « salle de discipline ». C'est là qu'il rédige L'Éternité par les astres, un essai philosophique sur l'univers et la condition humaine. 
Les progrès de l'artillerie rendent obsolètes de nombreuses fortifications. Désormais, c'est sous le roc que les hommes se protègent en attendant l'usage du béton armé. Le fort du Taureau cesse de remplir son rôle militaire en 1878 et est déclassé en 1883. En 1889, le fanal s'éteint définitivement. Au cours de la dernière période de tension politique avec l'Angleterre (affaire de Fachoda), le département de la Marine procède à l'installation de quatre canons à tir rapide sur la terrasse du fort, afin que le château serve de centre de dépôt et de ravitaillement pour les torpilleurs.

### Équipement du fort
En 1544, la première garnison comptait un peu moins de 30 hommes. Ce nombre varia au fil des époques et surtout des besoins. Ainsi, en 1593, il y avait 38 hommes, en 1702, 45. Le point culminant fut atteint en 1811 avec un effectif de 150 soldats. De plus, la garnison était renforcée par la présence de chiens dont le nombre maximum connu était de 6.

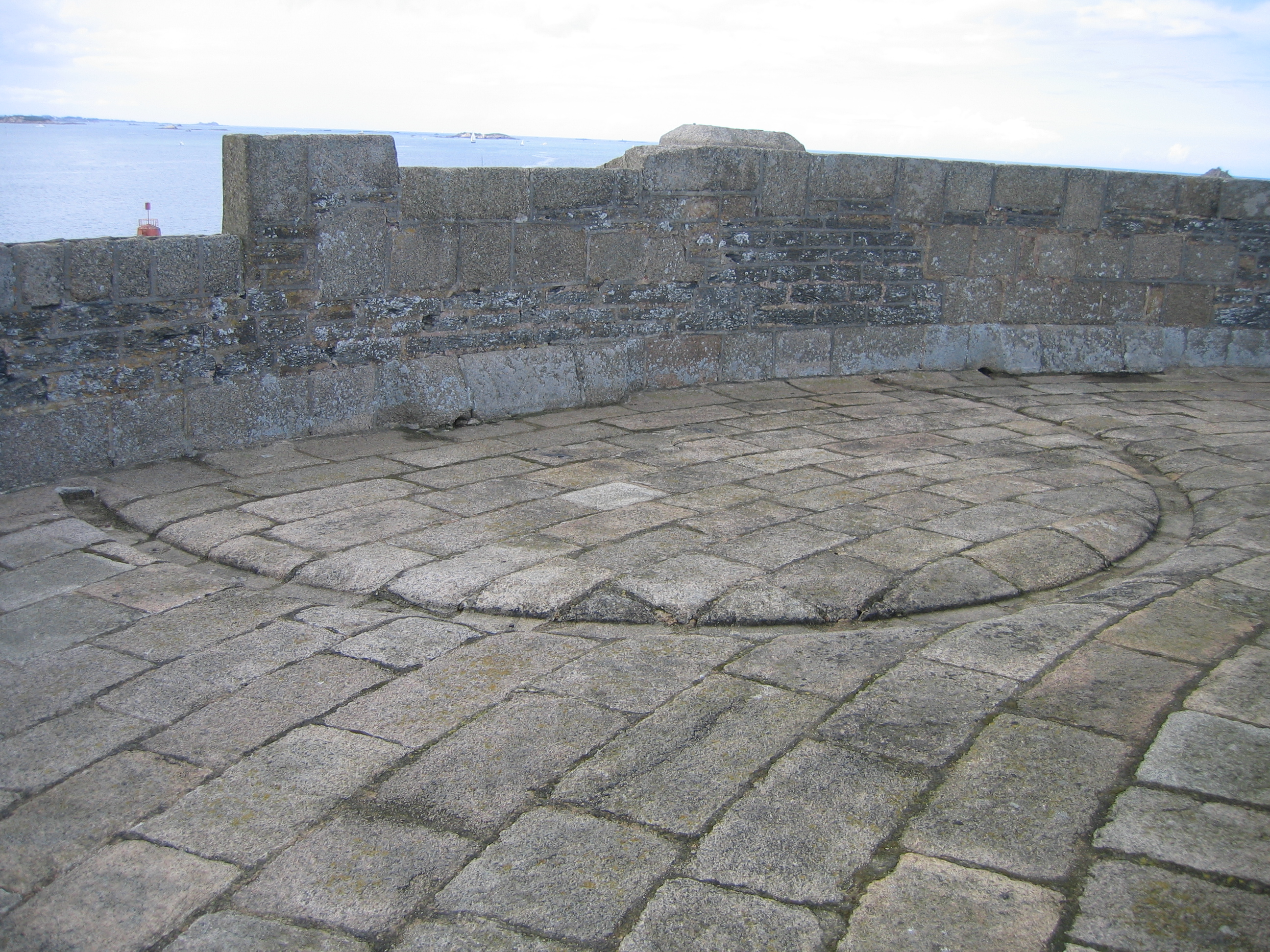
Aménagement de la terrasse vers 1780 pour y recevoir des pièces d'artillerie.

Concernant les pièces d'artillerie, le maximum fut atteint en 1778 avec 23 pièces. Sous Napoléon Ier, ce nombre est de 14.
En 1845, un fanal (de couleur blanche puis rouge) est installé sur la guérite en pierre du nord du fort. Quatre des onze casemates (no 2, 4, 6 et 10) sont armées par des canons de 30 livres modèle 1840 sur affût de fer modifié. La batterie basse est conçue pour tirer vers la passe de 200 mètres de largeur à bout portant… La batterie haute est constituée de neuf obusiers de 22 cm modèle 1827 sur affût de fer. D'un calibre de 221 mm, les obus pèsent un peu moins de 26 kg. Des travaux ont été réalisés pour cette nouvelle artillerie… 
L'ancienne cuisine du XVIIIe siècle abrite un poste de télégraphie tandis que le magasin aux vivres du bâtiment devient la cuisine dotée d'un fourneau. Des latrines occupent la casemate no 1.

## Déclassement du fort

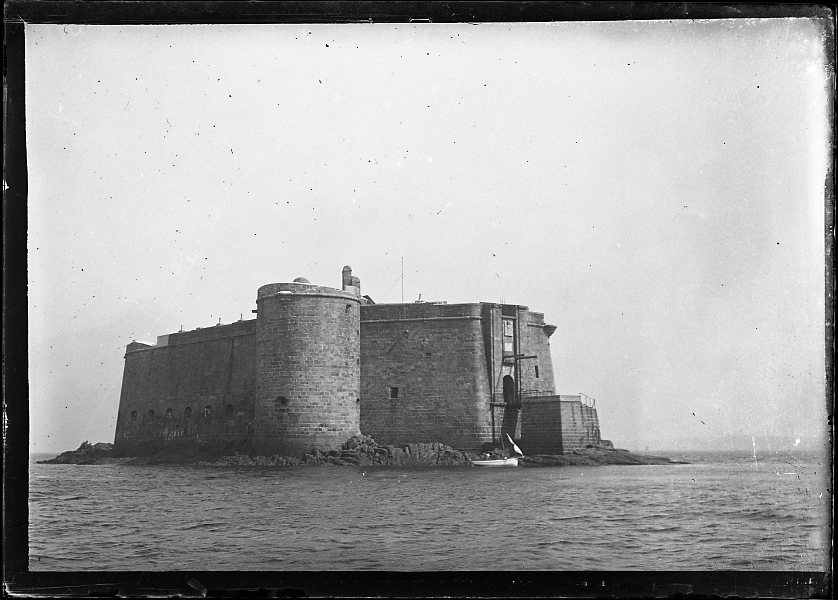
Photo du château par Georges de Kerever, vers 1910 (collection musée d'art et d'histoire de Saint-Brieuc).

En 1905, un crâne et quelques ossements humains sont découverts dans les sous-sols du château du Taureau, aucune suite ne sera donnée ; en effet, l'édifice intéresse avant tout par sa situation. L'édifice, toujours propriété de l'État est classé au titre des Monuments Historiques le 29 juillet 1914, c'est l'un des tout  premiers forts à être protégé en Bretagne. 
De 1930 à 1937, le fort est loué à Mélanie Levêque de Vilmorin, veuve du grainetier, qui en fait sa résidence secondaire. 
Durant la Seconde Guerre mondiale, les Allemands installent une pièce de défense contre avions sur la terrasse de la tour française. 
De 1960 à 1982, une école de voile ainsi qu'un centre nautique s'y installent.

## Renaissance et ouverture au public en 2006
« Après le départ de l'école de voile en 1980, le château du Taureau est laissé à l'abandon. Le monument historique, livré aux furies de la mer, se dégrade rapidement, à la grande inquiétude de la population, attachée à ce symbole de la baie de Morlaix. Pour sauver le château de la ruine, une première association de promotion en créée en 1988. Elle regroupe les communes de Plouezoc'h, Carantec, Morlaix, Plougasnou, et l'Île de Batz... En 1994, une nouvelle impulsion est donnée au projet par le maire de Plouezoc'h, Romain Guillou, qui favorise la constitution d'une seconde association élargie, regroupant aujourd'hui les communes de Plougasnou, Carantec, Plouezoc'h, Morlaix, l'Île de Batz, Roscoff, Saint-Martin-des-Champs, Henvic et Locquénolé. S'y associent de nouveaux partenaires comme l'État et la Chambre de commerce et d'industrie de Morlaix. L'association "Château du Taureau-Baie de Morlaix" vient de naître. »

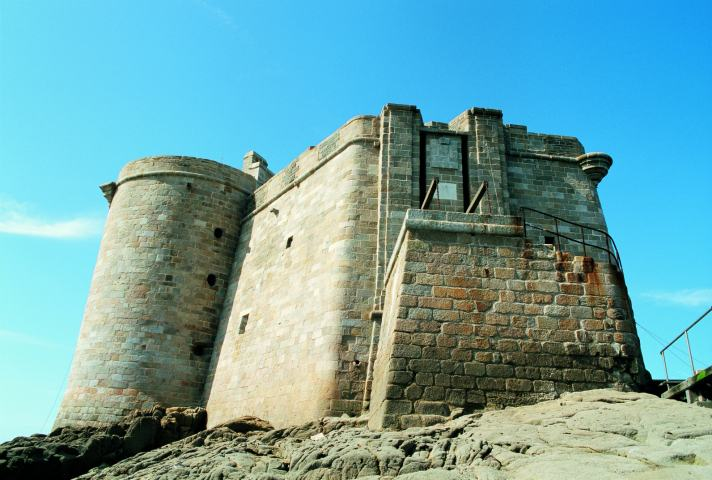
Vue d'ensemble, à gauche la tour française.

 Afin de contribuer à la médiatisation du projet et de sensibiliser davantage tous les acteurs de la restauration, une chanson est créée par les poètes et compositeurs Martine et Serge Rives. Un vidéo-clip est également tourné sur les lieux,.

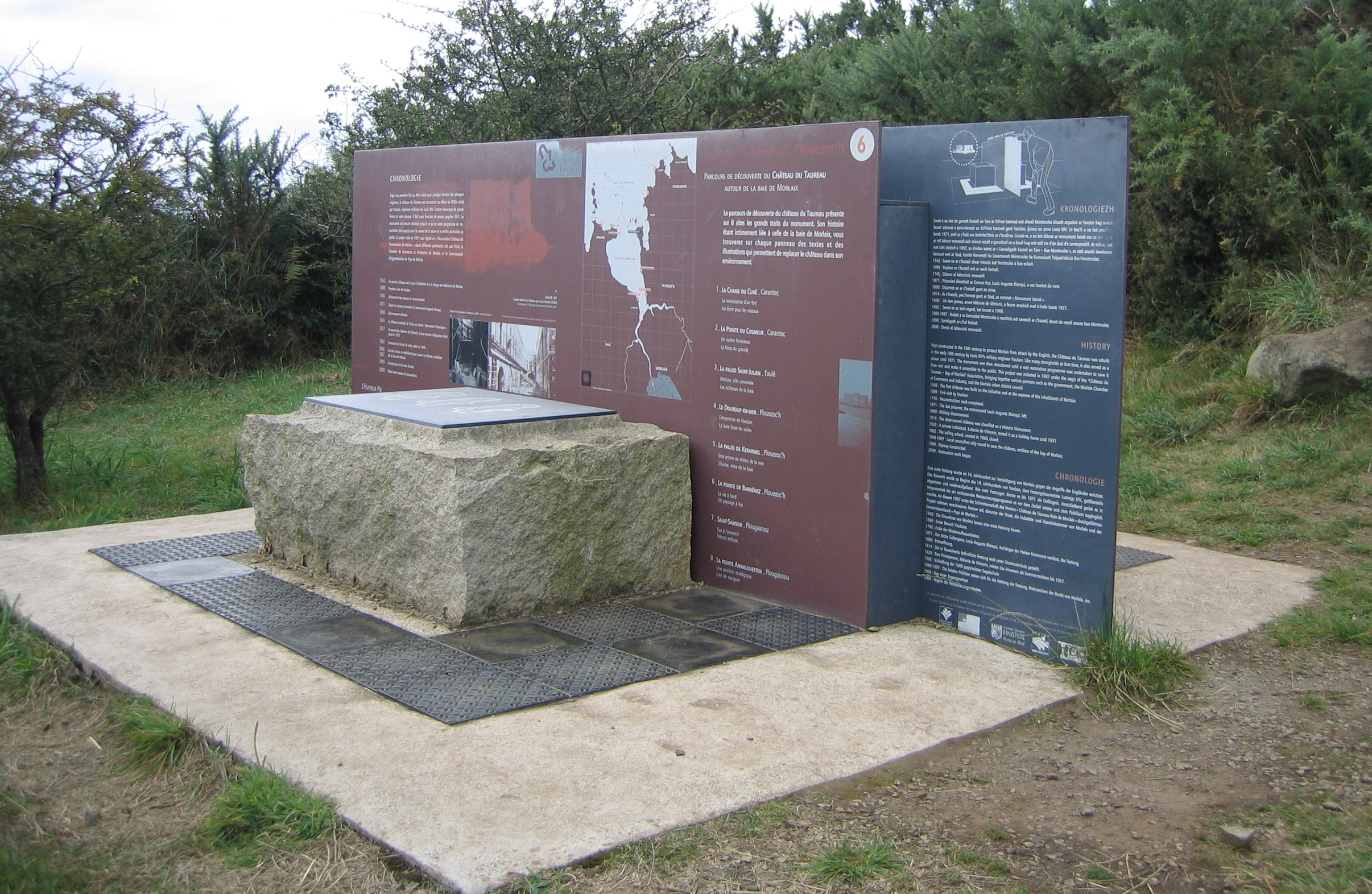
Un des points d'observation du château situé sur la presqu'île de Kernéléhen.

Le chantier de restauration du château démarre le 26 mai 2000 ; la cale prévue par Vauban en 1689 est réalisée. La restauration du fort maritime s'achève après six ans de travaux. Il retrouve ainsi sa splendeur primitive et la Chambre de commerce et d'industrie de Morlaix, après avoir conduit une importante recherche historique sur le château, a fait le choix d'une orientation muséographique portant sur la vie quotidienne au Taureau au XVIIIe siècle.

## Ouvrages liés au Château du Taureau
- Histoires maritimes. Fleur-de-Misère. Les Neveux de Jean Bart. Le Château du Taureau, roman de Guillaume Joseph Gabriel de La Landelle, 1884
- Complot au Château du Taureau, bande dessinée des Aventures de Vick et Vicky de Bruno Bertin aux Éditions P'tit Louis, 2009
- La Mission, tome 7 de la série de bande dessinée L'Épervier de Patrice Pellerin aux éditions Soleil, 2009
- Corsaire du Roy, tome 8 de la série de bande dessinée L'Épervier de Patrice Pellerin aux éditions Soleil, 2012

## Lieu de tournage
- En 2018, le Château du Taureau est le lieu choisi par le Youtubeur Frédéric Molas, alias Joueur du Grenier, pour tourner quelques séquences pour sa vidéo consacrée aux jeux vidéo sur Fort Boyard.

- En 2020, l'équipe de l'émission Secrets d'Histoire a tourné plusieurs séquences au château dans le cadre d'un numéro consacré au marquis de Vauban, intitulé Vauban, le roi et les forteresses, diffusé le 14 septembre 2020 sur France 3[32].